# Indy (软件)
Indy （前称 Georges.tech）是一款面向自由职业者的法国软件。该软件为他们提供管理会计和发票、进行各种税务和社会保障申报、开设专业银行账户，并最终为他们创立公司提供支持。

## 企业概况
Indy 是一款面向自由职业者的会计软件。主要为微型企业、工商业（BIC）或者非商业（BNC）个体企业，但也支持各种类型的公司形式，包括有限责任公司（SARL）、个人有限责任公司（EURL）、简化个人股份制公司（SASU）、简化股份制公司（SAS）、私人房地产公司（SCI） 以及合作公司（SCM）。
这家初创公司提供旨在简化商业会计的功能。这些功能主要有 ：
- 帮助创立企业的行政手续 ;
- 完成税务和社会申报表 ;
- 报价和发票管理模块 ;
- 用于个体经营户的专业银行账号

该软件的运行通过银行账户同步来实现。用户的专业银行账户就会与Indy同步，从而所有的专业交易都会发送到应用程序。这样就使得自动生成各种会计报表成为可能。
Indy的总部位于里昂。

## 企业历史
最初Georges.tech 公司由 Côme Fouques、Romain Koenig、Pablo Larvor 和 Adrien Plat 于 2016 年创立 。当时，公司提供支持非商业 (BNC) 个体工商户的会计管理的应用。
2018 年，这家初创公司从 Kerala Ventures 和 Fast Forward 融资 100 万欧元 。 Indy 同年加入法国巴黎银行 WAI 计划。该计划旨在支持年轻公司的成长。
一年后，即2019年6月，该公司特别从Alven Capital进行了1000万欧元的首轮A轮融资。那一年，乔治收购了自由职业者会计软件BNC Express  。
2020 年，Indy 选择扩大其产品范围，将其应用的服务提供给其他形式的个人公司（SASU、EURL、SELARL、SARL、SAS）。
2021 年，Georges 改名 Indy，并在 B 轮融资中筹集了 3500 万欧元 。这次融资由 Singular 牵头，并得到 Alven Capital 和 Kerala Ventures 的再次支持。同年，该公司开始提供企业成立的支持。
Indy 于 2022 年决定改变经营模式，免费提供会计管理解决方案 。该解决方案提供记账、管理证明文件并为客户开具发票等服务。同年，Indy 将其客户范围扩展到私人房产公司（ SCI）。
2023 年 11 月，Indy 在 C 轮融资中筹集了 4000 万欧元 。此次融资标志着 BlackFin Capital Partners、La Maison Partners 和 iXO Private Equity 进入公司资本。同月，Indy 获得了法国政府数字激活器的身份，得到政府的官方推荐 。
到 2023 年底，该公司拥有超过 250 名员工，为近 70,000 名客户提供支持。

## 视觉识别

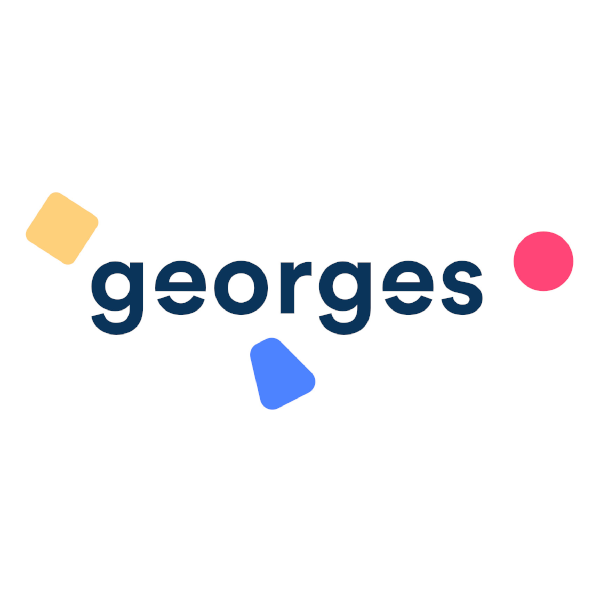
Georges.tech公司徽标
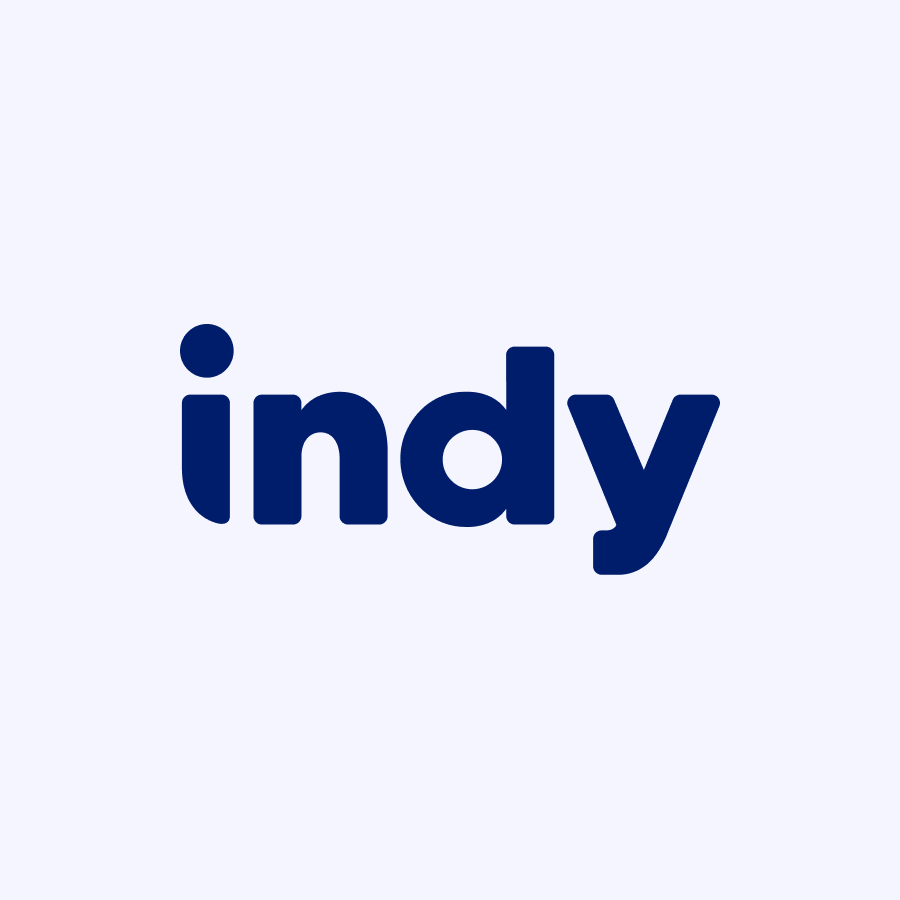
Indy 公司前徽标
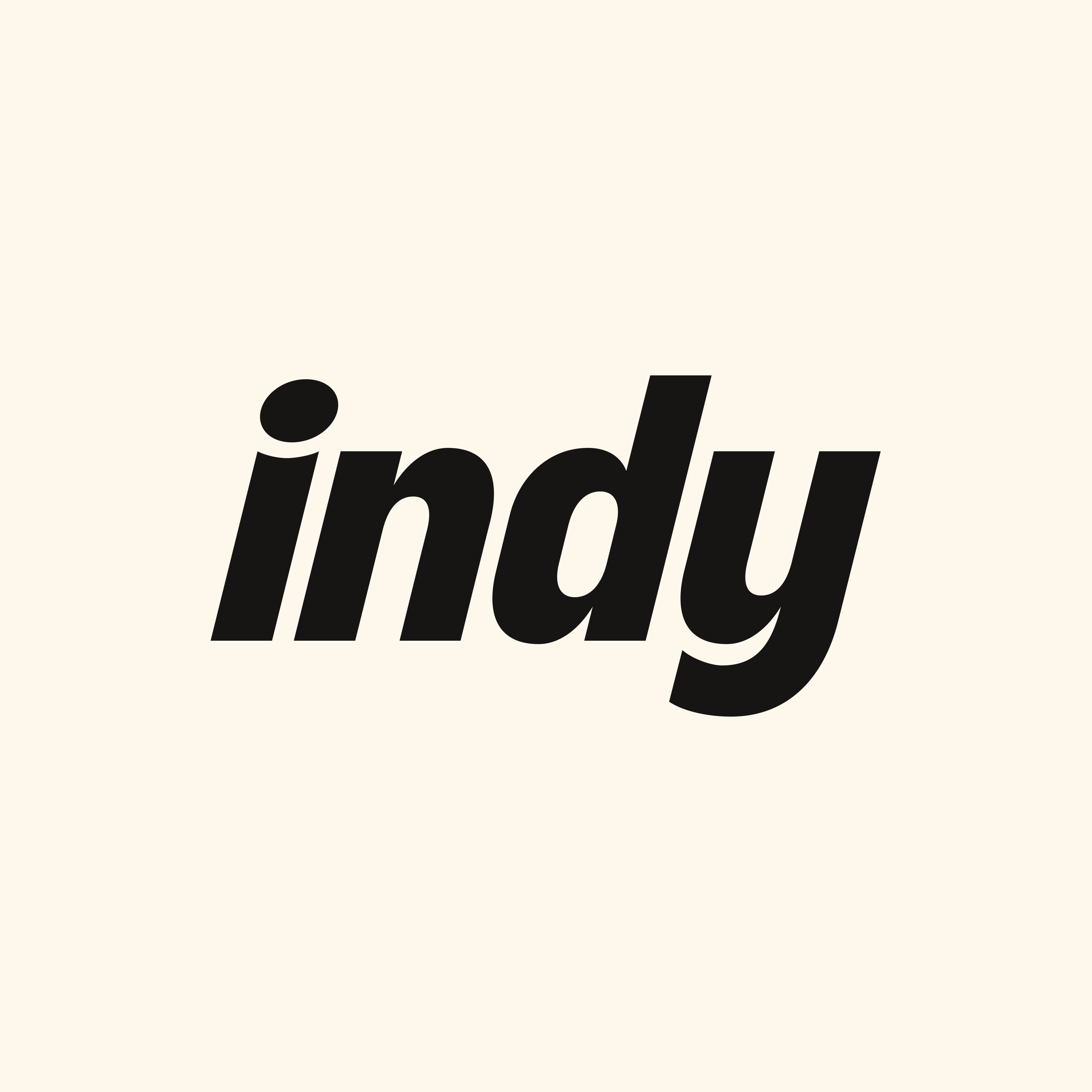
Indy公司当前徽标